# 安田雪
安田 雪（やすだ ゆき、1963年2月23日 - ）は、日本の社会学者、関西大学社会学部教授。

## 略歴
東京生まれ。本姓・松尾。1986年国際基督教大学教養学部卒業。1994年コロンビア大学大学院博士課程修了、Ph.D.取得。1994年立教大学社会学部専任講師、1995年助教授、GBRC社会ネットワーク研究所所長、東京大学ものづくり経営研究センター、2006年東京大学経済学研究科特任助教授、2008年関西大学社会学部教授(現在に至る）。組織や社会集団を中心に、分野横断的にネットワークの構造と影響を考察する「社会ネットワーク分析」に従事。2022年7月より2023年3月まで南カリフォルニア大学客員研究員。

## 著書
- 日米市場のネットワーク分析 構造社会学からの挑戦（木鐸社 1996）
- ネットワーク分析 何が行為を決定するか（ワードマップ（新曜社 1997）
- 大学生の就職活動 学生と企業の出会い（中公新書 1999）
- 実践ネットワーク分析 関係を解く理論と技法（新曜社 2001）
- 働きたいのに･･･高校生就職難の社会構造（勁草書房 2003）
- 人脈づくりの科学 「人と人との関係」に隠された力を探る（日本経済新聞社 2004）
- 「つながり」を突き止めろ 入門!ネットワーク・サイエンス（光文社新書 2010）
- パーソナルネットワーク 人のつながりがもたらすもの（ワードマップ 新曜社 2011）
- ルフィの仲間力 『ONE PIECE』流、周りの人を味方に変える法（アスコム 2011 のちPHP文庫）
- ルフィと白ひげ 信頼される人の条件（アスコム）

共編
- 社会の見方、測り方 計量社会学への招待（数理社会学会監修 与謝野有紀,栗田宣義,高田洋,間淵領吾共編 勁草書房 2006）

### 翻訳
- マイケル・S-Y.チウェ『儀式は何の役に立つか ゲーム理論のレッスン』新曜社 2003
- ロナルド・S.バート『競争の社会的構造 構造的空隙の理論』新曜社 2006
- ウオウター・デノーイ,アンドレイ・ムルヴァル,ヴラディミール・バタゲーリ『Pajekを活用した社会ネットワーク分析』監訳 東京電機大学出版局 2009
- トーマス・ヴァレンテ『社会的ネットワークと健康』森亮・安田雪　共訳　東京大学出版会　2018

## 論文
- Cinii